# Arlington Heights (Illinois)
Arlington Heights es una villa ubicada en el condado de Cook en el estado estadounidense de Illinois. En el Censo de 2020 tiene una población de 77676 habitantes y una densidad poblacional de 1.742,9 personas por km².

## Geografía
Arlington Heights se encuentra ubicada en las coordenadas 42°5′51″N 87°58′54″O / 42.09750, -87.98167. Según la Oficina del Censo de los Estados Unidos, Arlington Heights tiene una superficie total de 43.09 km², de la cual 43.01 km² corresponden a tierra firme y (0.17%) 0.08 km² es agua.

## Demografía
Según el censo de 2010, había 75101 personas residiendo en Arlington Heights. La densidad de población era de 1.742,9 hab./km². De los 75101 habitantes, Arlington Heights estaba compuesto por el 88.24% blancos, el 1.31% eran afroamericanos, el 0.13% eran amerindios, el 7.12% eran asiáticos, el 0.01% eran isleños del Pacífico, el 1.72% eran de otras razas y el 1.48% pertenecían a dos o más razas. Del total de la población el 5.73% eran hispanos o latinos de cualquier raza.